# Neivamyrmex punctaticeps
Neivamyrmex punctaticeps är en myrart som först beskrevs av Carlo Emery 1894.  Neivamyrmex punctaticeps ingår i släktet Neivamyrmex och familjen myror. Inga underarter finns listade i Catalogue of Life.

## Bildgalleri

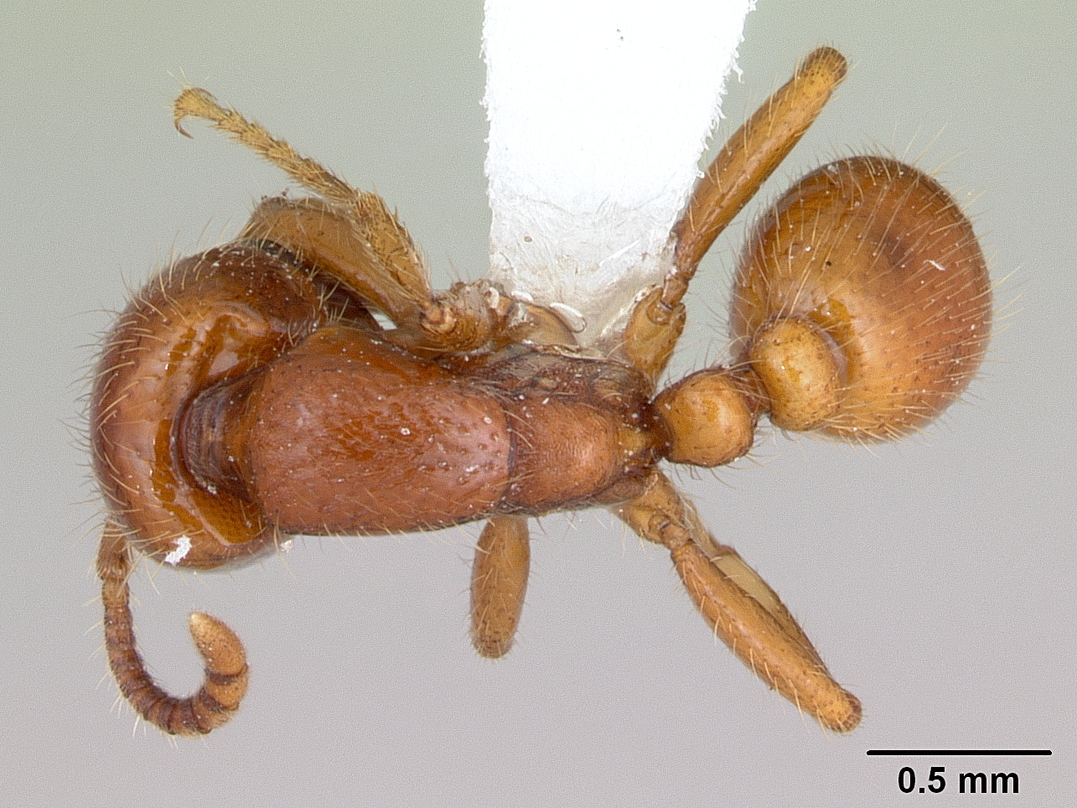
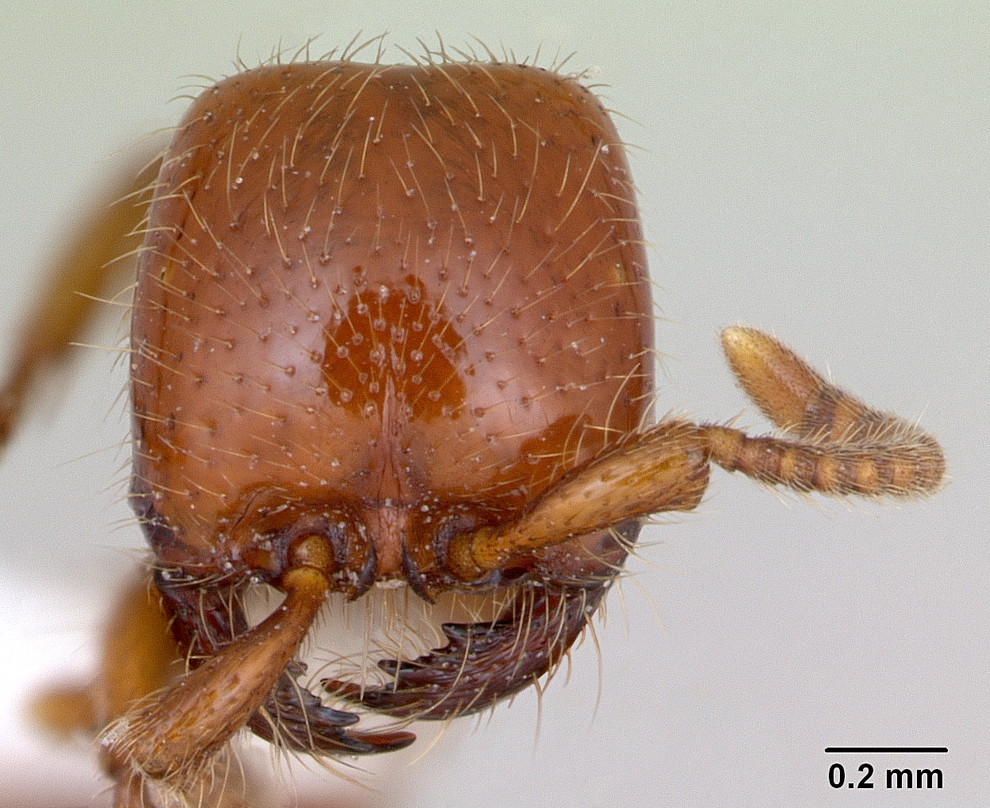
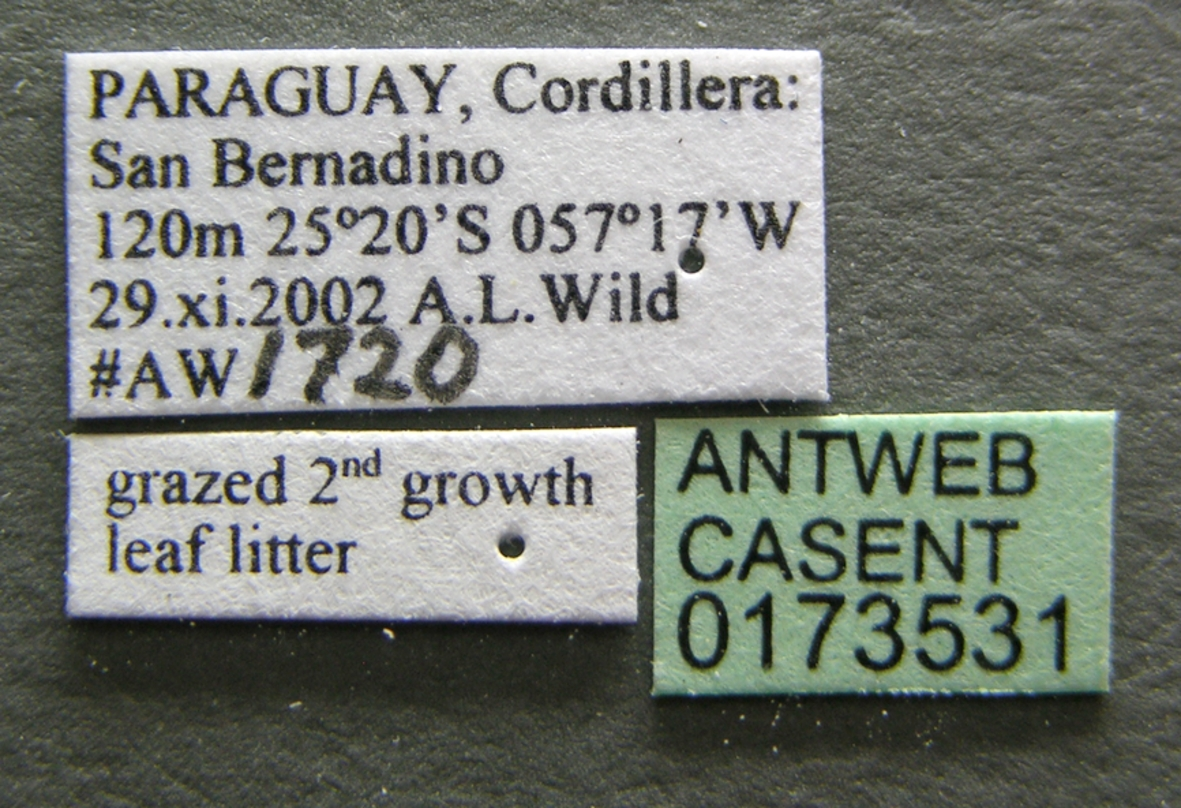
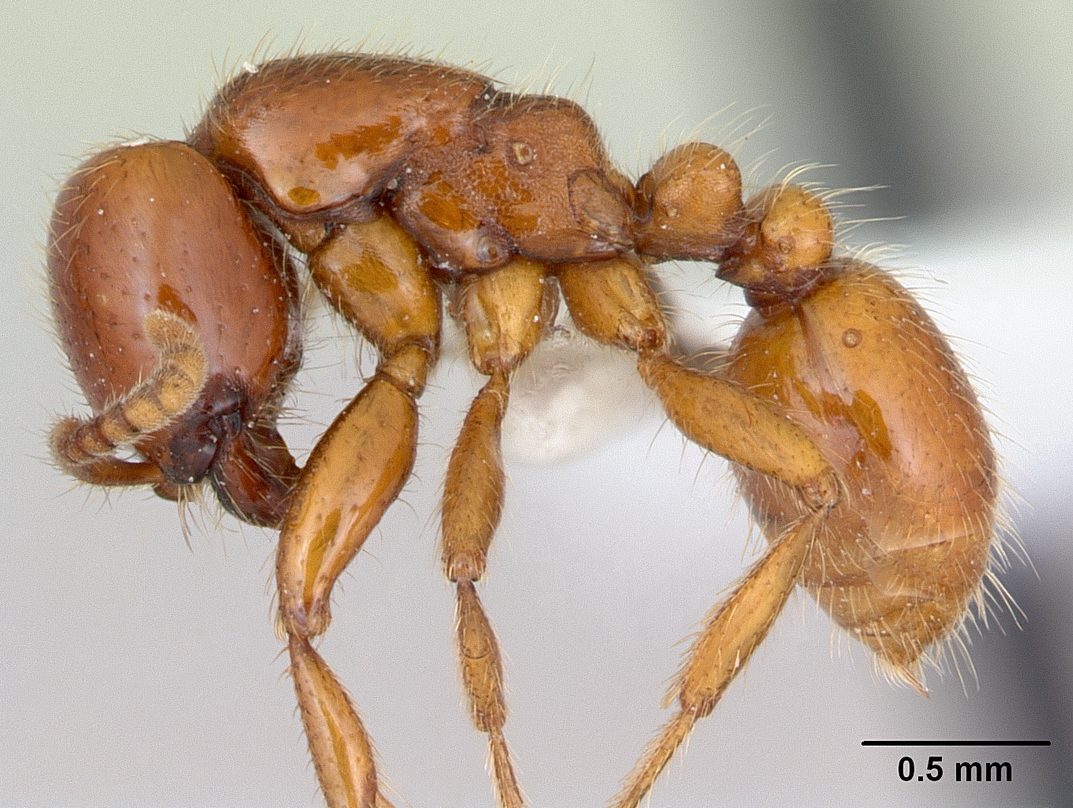
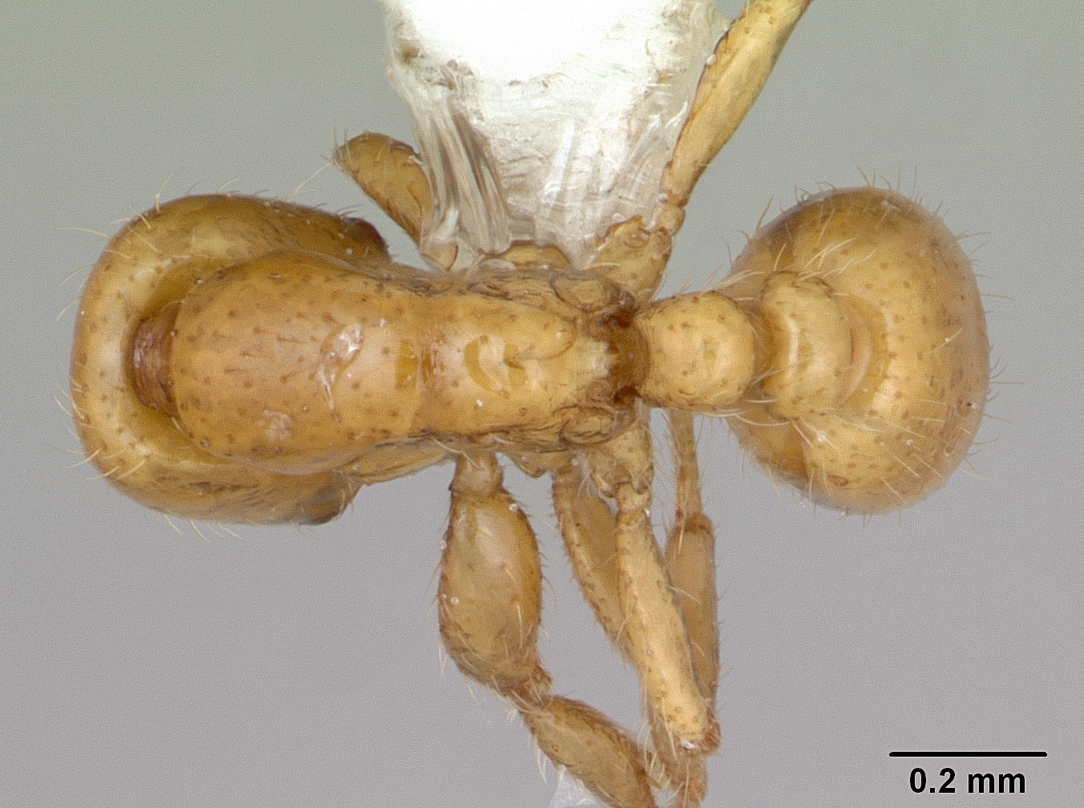
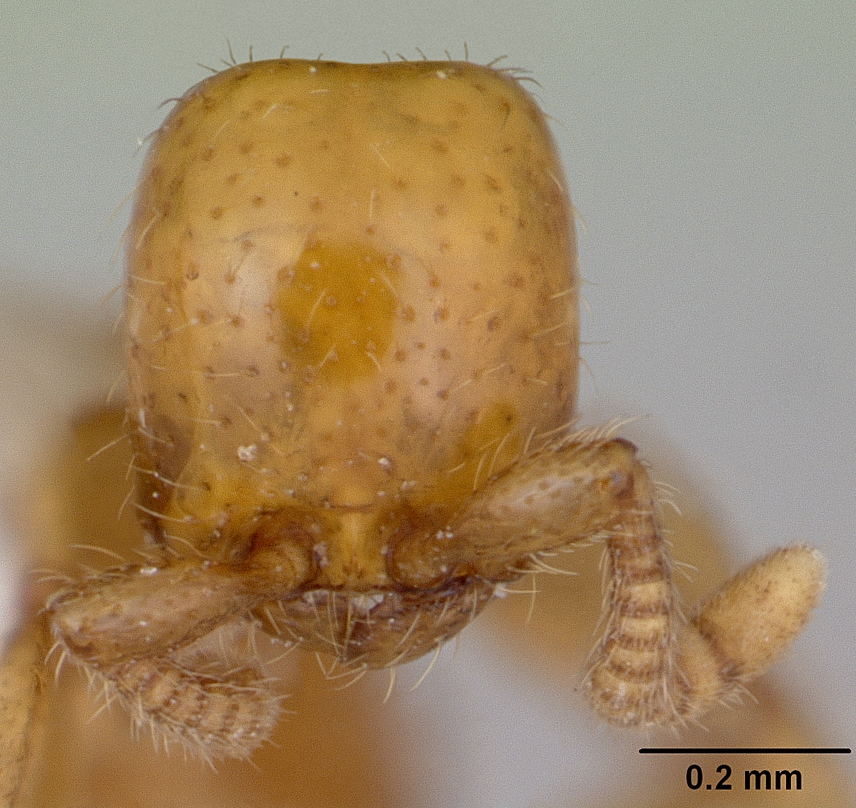